# Kolbäck-Säby församling
Kolbäck-Säby församling var en församling som ingick i Hallstahammars pastorat i Södra Västmanlands kontrakt i Västerås stift i Svenska kyrkan. Församlingen låg i Hallstahammars kommun i Västmanlands län. Församlingen uppgick 2014 i Hallstahammar-Kolbäcks församling.

## Administrativ historik
Församlingen bildades 2006 genom sammanslagning av Kolbäcks och Säby församlingar. Församlingen uppgick 2014 i Hallstahammar-Kolbäcks församling.

## Kyrkor
- Kolbäcks kyrka
- Säby kyrka, Västerås stift